# Kleinzschepa
Kleinzschepa ist ein Ortsteil der Gemeinde Lossatal im Landkreis Leipzig in Sachsen. 
Der Ort liegt nordöstlich des Kernortes Wurzen zwischen dem westlich gelegenen Großzschepa und dem östlich gelegenen Hohburg an der S 20 und an der Kreisstraße K 8312. Am nördlichen Ortsrand fließt die Lossa, südwestlich des Ortes erstreckt sich das 160 ha große Naturschutzgebiet Am Spitzberg und südöstlich das 40,6 ha große Naturschutzgebiet Kleiner Berg Hohburg.

## Geschichte
Am 1. Januar 2012 wurde Kleinzschepa nach Lossatal eingemeindet. Vor der Eingemeindung nach Lossatal gehörte es seit dem 15. September 1961 zur Gemeinde Hohburg.

## Kulturdenkmale
In der Liste der Kulturdenkmale in Lossatal sind für Kleinzschepa vier Kulturdenkmale aufgeführt.